# Alain Meslet
Alain Meslet, né le 8 février 1950 à Averton (Mayenne), est un coureur cycliste français. Professionnel de 1975 à 1981, il a notamment remporté le Grand Prix du Midi libre et une étape du Tour de France aux Champs-Élysées. 

## Biographie
Né à Averton, Alain Meslet commence le cyclisme à l'âge de 17 ans, après avoir pratiqué l'athlétisme du côté de Villaines-la-Juhel. Dès ses débuts, il se distingue en remportant onze courses, la première à Izé. Rapidement, il attire l'attention de Marcel Duchemin, meilleur cycliste amateur français de l'époque, qui l'invite à rejoindre les rangs des équipes de France amateurs et militaires,. 
Au cours de sa carrière chez les amateurs, il se forge un solide palmarès. En 1975, il réalise probablement sa meilleure saison dans cette catégorie, en remportant le championnat de Bretagne, le Circuit du Morbihan, les Boucles de la Mayenne, le Tour de Vendée et le Tour d'Émeraude. De plus, il termine deuxième de la Route de France, épreuve phare pour les coureurs amateurs. À la fin de l'année, il passe professionnel en signant dans l'équipe Gitane-Campagnolo de Cyrille Guimard.
En 1976, ce néo-pro impressionne en remportant le Grand Prix du Midi libre, devant son leader Lucien Van Impe et plusieurs autres cyclistes de renom comme Bernard Hinault, Bernard Thévenet ou encore Luis Ocaña. Après s'être classé deuxième des championnats de France, il est sélectionné pour disputer son premier Tour de France, aux côtés de son leader Van Impe, qui remporte cette édition. Pour sa première « Grande Boucle », Alain Meslet termine 24e du classement général et deuxième du classement du meilleur jeune.
En juillet 1977, il participe à son deuxième Tour de France, où il réalise les meilleures performances de sa carrière sur un grand tour. En l'absence des leaders de l'équipe, il joue sa carte personnelle, terminant dixième du contre-la-montre de Bordeaux ou encore quinzième de l'étape de l'Alpe d'Huez. Lors de la derrière étape, il connait son jour de gloire en devenant le premier Français à s'imposer sur le circuit des Champs-Élysées. Il conclut ce Tour à la dixième place, son meilleur classement,,, et termine tout comme l'année précédente deuxième du classement des jeunes.
Il participe à trois autres Tours de France entre 1979 et 1981, sans toutefois rééditer de résultats notables.

## Palmarès

### Palmarès amateur
| - 1969 - 2e du championnat de Bretagne sur route juniors - 1970 - Grand Prix de Saint-Hilaire-du-Harcouët - 1re étape du Tour des Vosges - 2e du Circuit Gruet du Jura - 3e du championnat de France des militaires sur route - 3e de Paris-Épernay - 1972 - Championnat d'Île-de-France sur route - Prix de la Saint-Laurent - 2e du Tour de l'Aude - 2e de la Ronde mayennaise - 1973 - Circuit des Deux Provinces - 3e étape du Tour de Lozère - 3e étape du Tour du Gévaudan - 2e de Paris-Mantes - 2e de Paris-Épernay - 3e de Paris-Troyes | - 1974 - Champion de Bretagne sur route - Redon-Redon - 2e de Paris-Vailly - 2e de Paris-Connerré - 2e du Tour de l'Yonne - 3e du championnat de France du contre-la-montre par équipes - 3e du Tour du Loir-et-Cher - 1975 - Champion de France du contre-la-montre par équipes - Champion de Bretagne sur route - Circuit du Morbihan - Boucles de la Mayenne - Tour de Vendée - Tour d'Émeraude - 2e du Circuit de Bretagne-Sud - 2e de la Route de France - 3e de Paris-Bagnoles-de-l'Orne |  |

### Palmarès professionnel
| - 1976 - Grand Prix du Midi libre : - Classement général - 1re étape - 1re étape de Paris-Limoges - 2e du championnat de France sur route - 2e de la Promotion Pernod - 1977 - 22eb étape du Tour de France - 6e du Grand Prix du Midi libre - 10e du Tour de France | - 1978 - 2e du Grand Prix de Montauroux - 1979 - 2eb étape du Tour du Tarn - 1980 - 2e étape du Circuit de la Sarthe - 2e du Grand Prix de Monaco - 1981 - 10e du Grand Prix du Midi libre |  |

## Résultats sur les grands tours

### Tour de France
5 participations
- 1976 : 24e
- 1977 : 10e, vainqueur de la 22eb étape
- 1979 : 24e
- 1980 : abandon (13e étape)
- 1981 : 41e